# Léo Baptistão
Leonardo Carrilho Baptistão, mais conhecido como Léo Batista ou simplesmente Baptistão (Santos, 26 de agosto de 1992), é um futebolista brasileiro com nacionalidade espanhola e italiana que atua como atacante. Atualmente joga pelo Almería.

## Carreira
Nascido em Santos, São Paulo, Baptistão começou a jogar futebol na Portuguesa Santista, ao lado de Neymar. Com apenas 16 anos ele se mudou para a Espanha e se juntou às categorias de base do Rayo Vallecano. No entanto, ele logo contraiu hepatite e teve que voltar para casa para ser tratado por seu pai, um médico e, posteriormente, ele foi emprestado ao San Fernando de Henares, após a Real Federação Espanhola de Futebol o impedir de retornar ao seu clube anterior.

### Rayo Vallecano
Em julho de 2011, depois de jogar seu último ano como júnior novamente com o Rayo, Baptistão juntou-se ao time principal para os jogos da pré-temporada. No entanto, em sua estréia na disputa de um Troféu em Vallecas, no jogo contra o Sporting de Gijón, ele sofreu uma lesão na clavícula. Suas primeiras aparições como profissional foram feitas com a equipe B, na Terceira Divisão Espanhola.
No Verão de 2012, Baptistão foi novamente convocado para a pré-temporada do plantel principal do Rayo. No dia 25 de agosto, ele finalmente fez a sua estréia na equipe principal, na partida em que o Rayo venceu o Betis por 2 a 1 em jogo válido pela La Liga, dando a assistência para o gol da vitória de Piti. Em 16 de setembro, ele marcou contra o Atlético de Madrid, mas em uma derrota por 4 a 3. No mês seguinte marcou novamente, mas o time perdeu novamente desta vez para o Espanyol.
Baptistão rapidamente tornou-se a primeira opção do treinador Paco Jémez, logo em seu primeiro ano. Em 3 de novembro de 2012 ele deu mais duas assistências para Piti em uma vitória por 2 a 1 sobre o Málaga, e marcando seu quinto gol na temporada no jogo seguinte, no triunfo em casa por 3 a 2 sobre o Celta de Vigo.
Em janeiro de 2013, com a janela de transferências de inverno aberta, Baptistão recebeu sondagens de clubes como o Liverpool, Manchester United, o Queens Park Rangers, Leeds United e Brighton, mas não deu em nada. No dia 14 de fevereiro, em apenas sua segunda aparição depois de ter sido afastado várias semanas com uma lesão muscular, ele marcou na vitória por 2 a 1 em casa sobre o Atlético de Madrid. No mês de abril, Baptistão se contundiu novamente na clavícula, o que o afastou pelo resto da temporada.

### Atlético Madrid
Em 3 de junho de 2013, assinou um contrato de cinco anos com o Atlético Madrid por um valor não revelado.
Em sua apresentação ao novo clube, declarou:
| “ | "Hoje se realiza um sonho. Tenho muito vontade de começar. Eu ouvi os rumores e agora só penso em jogar pelo Atlético de Madri. Só penso em trabalhar e ganhar meu lugar no Atletico. Eu não penso na pressão de jogar aqui, eu vim aqui para aprender, porque há jogadores e um treinador muito bom." | ” |

Baptistão estreiou pelo clube madrilenho, atuando na Copa EuroAmericana disputada em alguns países da América do Sul. Sua primeira aparição foi ao substituir o turco Arda Turan aos 61 minutos da partida em que o Atlético saiu derrotado para o Estudiantes por 1 a 0. Mas no último jogo da competição, Léo anotou os dois gols da vitória sobre o Nacional do Uruguai por 2 a 0. Em 10 de janeiro de 2014, foi emprestado ao Betis até junho.

### Real Betis
Em 10 de janeiro de 2014, Léo foi cedido  ao Real Betis até o final da temporada por cerca de um milhão de euros, tendo ainda o clube a preferência de contratação ao final do empréstimo. Apenas dois dias depois, fez sua estreia pelo seu novo clube na derrota por 1 a 2 contra o Osasuna. Em 8 de março ele marcou o seu primeiro gol com a camisa do Betis, na vitória de dois a zero contra o Getafe. Apesar da participação de Léo, na segunda metade da temporada, o time não conseguiu evitar o rebaixamento do Betis, ao terminar a competição em último lugar na tabela.

### Santos
Em 21 de agosto de 2021, foi anunciado como reforço do Santos, assinando contrato até o fim de 2023. Fez sua estreia pelo Peixe em 4 de setembro, na derrota para o Cuiabá por 2–1 na 19.ª rodada do Campeonato Brasileiro. Em 2021, fez somente oito aparições e não marcou nenhum gol.
Em 2022, o jogador tornou-se titular absoluto e, com sete gols e três assistências em 30 jogos, passou a ser peça fundamental do elenco alvinegro. Leo aceitou retornar para Espanha após perder espaço na Vila Belmiro, deixou o Santos após somente 38 partidas disputadas, com sete gols anotados e três assistências. Ele começou bem a passagem pelo clube, mas após sofrer lesão muscular grave e ficar ausente em várias partidas não manteve sua regularidade.

### Almería
Léo Baptistão foi anunciado de forma oficial pelo Almería, da Espanha em 11 de agosto de 2022. Contratado por R$ 8 milhões, o jogador assinou com seu novo clube por quatro temporadas.
Nas duas primeiras temporadas pelo clube, somou 62 jogos e 11 gols.

## Títulos
Atlético de Madrid
- Campeonato Espanhol: 2013–14